# Spielverein Seligenporten
La SV Seligenporten è una società calcistica tedesca, con sede a Pyrbaum, nella Baviera. Fa parte di una polisportiva nata il 23 luglio 1949 e attiva anche in: pallamano, Ju-Jitsu, equitazione, danza e altre attività ricreative.

## Storia
La squadra ha disputato numerosi campionati amatoriali nella regione della Media Franconia prima di guadagnare la promozione nella Landesliga Bayern-Mitte (V) nel 2004. Nel 2006–07 hanno battuto prima il FC Augsburg II per 3–0 e quindi il Würzburger FV in finale per 1-0, conquistando la Coppa di Baviera. In questo modo hanno ottenuto la qualificazione per la Coppa di Germania della stagione successiva, dove sono stati immediatamente però eliminati dall'Arminia Bielefeld con il punteggio di 0-2.
Nella stagione 2007–08 il Seligenporten è giunto un secondo posto nella Landesliga dietro il FSV Erlangen-Bruck, che gli ha permesso di passare in Oberliga Bayern.

## Palmarès

### Competizioni regionali
- Oberliga Bayern: 1

2015-2016
- Bezirksliga Mittelfranken-Süd (VII): 1

2000-2001
- Coppa di Baviera: 1

2006-2007
- Mittelfränkischer Pokal: 1

2006-2007